# Miha Butara
Miha Butara, slovenski častnik, veteran vojne za Slovenijo, * 1. oktober 1950, Veliko Mraševo.
Polkovnik Miha Butara, predsednik Območnega združenja veteranov vojne za Slovenijo mesta Ljubljane in predsednik Zveze slovenskih častnikov
Po končani osnovni šoli je končal šolanje na poklicni tehnični šoli in kasneje srednji tehnični šoli cestnega prometa. Doseženo ima višjo vojaško izobrazbo prometne smeri. Z uspehom je končal štiri večmesečna specialistična usposabljanja. Končal je usposabljanje za poveljnike diverzantskih odredov in bataljonov.  Je poročen in oče dveh otrok. Zaposlen je na Zvezi slovenskih častnikov in opravljal dolžnost profesionalnega predsednika. 
Polkovnik Miha Butara ima izjemne zasluge pri uveljavljanju, obrambi, samostojnosti in suverenosti Republike Slovenije, kar predstavlja del utemeljitve na podlagi katere je prejel enega najvišjih državnih odlikovanj »Srebrni častni znak svobode republike Slovenije« leta 2005. 
V strukturah TO Republike Slovenije je angažiran že od leta 1971. Do leta 1979 je deloval v rezervni sestavi. Opravljal je dolžnosti komandirja voda, komandirja čete in obveščevalnega oficirja v bataljonu. V tem času je delal v tovarni Rog in v Vojaški gimnaziji Franc Rozman Stane.
Leta 1979 se je zaposlil v stalni sestavi Mestnega štaba TO Ljubljane. V tem štabu pokrajinskega nivoja je do leta 1990 opravljal več pomembnih dolžnosti, med njimi dolžnost načelnika za organizacijsko mobilizacijske in kadrovske zadeve, načelnika obveščevalne službe in pomočnika za domovinsko vzgojo. V osemdesetih letih je sodeloval v vseh najpomembnejših aktivnostih oboroženih sil na teritoriju Republike Slovenije. Bil je aktivni udeleženec Poveljniško štabnih vojaških najvišjega nivoja, dvostranskih dvostopenjskih vaj enot  ipd V tem času je opravil nekaj večmesečnih vojaško strokovnih usposabljanj v vojaških šolskih centrih. Med drugim usposabljanje za komandanta diverzantskega bataljona in specialistično usposabljanje najvišjega nivoja za delovanje diverzantskih sil doma in po svetu. Kot predavatelj je polnih deset let sodeloval na seminarjih za organe obveščevalne službe in za diverzante. Ta usposabljanja so bila v domeni RŠTO. Prav tako je bil eden izmed organizatorjev in nosilcev usposabljanja operativnih oficirjev. Organiziral in vodil je tudi več usposabljanj za pripadnike enot RKBO – radio kemično biološke obrambe v ljubljanski pokrajini.
Že v začetku osemdesetih let je bil močno angažiran pri onemogočanju, prevzemu poveljevanja nad TO mesta Ljubljane s strani sil JLA. Zvezna armada je že leta 1980 zahtevala podreditev ljubljanskega MŠTO poveljstvu obrambe mesta Ljubljane v sestavi JLA. To rešitev ni dopustila ne slovenska republiška ne mestna oblast. Pritiski armade so se stopnjevali skozi vsa osemdeseta leta in dosegli vrhunec v času »sojenju četverici – JBZT«. Nadalje so se pritiski povečevali  po prvih demokratičnih volitvah izvedenih na Slovenskem po drugi svetovni vojni. 
Takrat je vzporedno s  prevzemom oblasti s strani novo izvoljenih predstavnikov naroda Republike Slovenije v sredi meseca maja 1990 zvezna oblast z ukazom JLA izvedla razorožitev slovenske teritorialne obrambe. 
Kmalu zatem je bil polkovnik Butara vključen v projekt MSNZ -Manevrske strukture Narodne zaščite kot eden ključen dejavnikov tega projekta, ki po svoji vsebini predstavlja nastanek nove Slovenske vojske. Sodeloval je pri njenem nastajanju in oblikovanju na območju večjega dela Slovenije. Nedvomne zasluge ima za postavitev poveljujočih in pokrajinskih poveljstev v Posavju, Pomurju, Vzhodnoštajerski pokrajini, na Koroškem, Zasavju, Severno primorski pokrajini, na Gorenjskem in v pokrajini Ljubljani – mesto Prav tako je sodeloval pri uveljavljanju delovanja v Zahodnoštajerski pokrajini v pokrajini  Ljubljana okolica in na Južno primorskem.    
Ob tem mu je republiško vodstvo zaupalo vodenje ljubljanske MSNZ. Postavljen je za načelnika MSNZ  pokrajine Ljubljana mesto.  V drugi polovici meseca septembra je postal namestnik načelnika Republiškega štaba MSNZ Republike Slovenije Antona Krkoviča. Miha Butara je organiziral in vodil  MSNZ na najobčutljivejšem področju na Slovenskem. Ljubljanska MSNZ je bila najmočnejši del te vojaške strukture v Sloveniji. Izgrajevana je bila s posebnim poudarkom na zahtevnost območja na katerem je delovala.  Potrebno je bilo zaščititi republiško vodstvo, Državni zbor,  RTV, Telekom, PTT in mnoge druge vitalne objekte ter  blokirati in onemogočiti vsakršno neustavno delovanje armade saj so bile tu skoncentrirane  najmočnejše sile JLA  v Sloveniji in sicer v Ljubljani, na Oljski gori, v Grosupljem, Ljubljanskem vrhu, Logatcu ter na  Vrhniki. Istočasno so pripadniki MSNZ skupaj s slovensko milico varovali in ščitili postopke nove slovenske oblasti pri pripravi ustavnih in zakonskih podlag za osamosvojitev.
Pri realizaciji teh pomembnih nalog je Butara s svojimi sodelavci dosegel izvrstne rezultate. Saj je pod njegovim poveljevanjem ljubljanska MSNZ v zelo kratkem času narasla na operativno moč v kateri je v prvi fazi delovalo preko 2.300 pripadnikov vključenih v odrede, čete in samostojne vode MSNZ.  Ob koncu meseca septembra je ta številka dosegla  4.270 oboroženih mož. Udarne enote specialistov so imele oborožitev in strelivo na domu, tako, da so bili njihovi pripadniki v stalni pripravljenosti za hitro ukrepanje in obrambo pred eventualnimi nasilnimi dejanji armade(JLA). Skladišča streliva, orožja in minsko eksplozivnih sredstev ter druge vojaške opreme so imeli pripadniki ljubljanske MSNZ razmeščena v mestu Ljubljani in bližnji okolici na več kot 42 tajnih lokacijah.
Ognjena moč ljubljanske MSNZ je bila za tiste razmere zelo solidna. V veliki meri tudi zaradi tega ker je Butara izpeljal izvrstno sodelovanje z milico in PEM – posebne enote milice, ki jih je na tem območju vodil inšpektor Stane Leskovšek. Zahvaljujoč njunemu dobremu in preciznemu sodelovanju, so obrambno varnostne strukture zagotavljale popoln nadzor nad silami JLA in nasprotniki slovenskih osamosvojitvenih interesov. V nalogah varovanja in obveščevalnega nadzora ter pripravljenosti enot za uporabo je bilo vključenih 4.276 pripadnikov MSNZ. Skupaj s strukturo PEM so tvorili močno udarno silo slovenskega naroda.
Po prenosu Manevrske strukture narodne zaščite v sestavo novo nastale TO Republike Slovenije 4. oktobra 1990 je bil zatem 07. Oktobra 1990 postavljen na dolžnost poveljnika 5. PŠTO oziroma poveljnika TO ljubljanske pokrajine. Zatem je bil ves čas  močno angažiran v neposrednih pripravah za osamosvojitev in vojno. Pod njegovim poveljstvom so bili OŠTO 11-tih občin, med katerimi so Kamnik, Domžale. Litija, Grosuplje, Logatec. Vrhnika, Bežigrad, Center, Moste, Šiška in Vič-Rudnik. 
Od samega začetka je skupaj s sodelavci, na podlagi sprejetih rešitev iz obdobja delovanja MSNZ, dograjeval obrambne ukrepe za popoln nadzor nad JLA, za kakovostno in natančno uporabo enot TO ter za usklajeno sodelovanje vseh dejavnikov obrambno varnostnega sistema. Vse te aktivnosti so v veliki meri omogočale dobro pripravo  in pripomogle k učinkovitemu izvajanju obrambnih in bojnih nalog do junijsko-julijske vojne leta 1991 ter med vojno samo. Ti ukrepi in vnaprej pripravljeni načrti delovanja so v veliki meri pripomogli k preudarnemu vodenju enot TO in profesionalnemu izvajanju bojnih nalog, kar je omogočilo, da  med vojno glavno mesto naše države, Ljubljana ni bilo izpostavljeno rušilnemu blisku vojne.
S člani štaba in z ostalimi sodelavci je ob izjemnih naporih vseh reševal nastalo situacijo s katero mu je tako kot ostalim pokrajinskim štabom TO Republike Slovenije, Republiški sekretariat za ljudsko obrambo preko RŠTO ukazal izpeljati popolnoma nesmiselno reorganizacijo Pokrajinske TO na način s katerim je po oceni mnogih načrtno zmanjšana bojna pripravljenost. To je bilo najbolj vidno v mestu Ljubljani Že samo dejstvo, da je v skladu s tem ukazom na območju bivšega i PŠTO Ljubljana mesto tik pred vojno pričel delovati 51. Območni štab TO Ljubljana in da se je njegova stalna sestava zmanjšala s prvotnih 44- tih pripadnikov na le 14 zaposlenih pove veliko. Posledice te reorganizacije bi lahko bile katastrofalne za vso Slovenijo. Da je prišlo do teke nesmiselne rešitve v najbolj neprimernem času kaže na zelo resne   ocene o vdoru kontraobveščevalne službe JLA v naš obrambni sistem pred vojno ter njen vpliv na škodljivo odločanje z vrha.
V času ko je Miha Butara poveljeval ljubljanski TO med vojno so bile vse bojne naloge na njegovem območju odgovornosti izvedene uspešno in učinkovito. Del teh se nanaša na naslednje situacije :
- Osebno je vodil vse ukazane postopke in poveljeval v bitki za Trzin preko svojih podrejenih štabov in enot. Zagotovil je tudi sodelovanje enot SEM in TO na območji Trzina.
- Organiziral in vodil je bojno akcijo ter poveljeval  enoti Vojne policije 5. PŠTO v  bojni akciji s katero je ta zasedla Center JLA za elektronska dejstva na Rožniku.
- Z milico je usklajeval aktivnosti za razreševanje situacije na Toškem v zvezi s tremi tanki JLA. Ni dopustil bojnega delovanja po tankih glede na to, da je bila okoli njih kopica otrok. Enote TO na tem območju so bile brez sredstev zvez in ustreznih motornih vozil. Akcijo je zato v večji meri izvedla slovenska milica.
- Po njegovem ukazu je uničen tank na Brezovici. To naloga sta opravili četrta in peta bojna skupina. Poslal jih je zaradi neučinkovitosti prvih treh bojnih skupin
- Na podlago odločitve republiške koordinacijske skupine je izdal ukaz za bojna dejstva op plovilih in letalih JLA. Na podlagi njegovega ukaza je enota PLO razmeščena v zaščiti 510. UC Ig sestrelila nasprotnikov helikopter. Enota ni imela lastnih zvez zato so povelje prejeli od Butare in zaradi zanesljivosti prenosa še preko posrednika, poveljnika 510. UC
- Zagotovil ja, da so enote TO izvedle blokado vseh vojašnic JLA na območju Ljubljane. Nalogo so izvedle uspešno in učinkovito in uspešno blokirale sile sovražnika
- Organiziral je prve transporte orožja iz zasedenega skladišča JLA v Borovnici preko Ljubljane po Sloveniji. Odgovornim za logistično oskrbo je ukazal, da morajo popisati vsako vozilo, količino orožja in MES – minsko eksplozivna sredstva. Dolžni so bili voditi podatke o vozniku, motornem vozilu, lastniku motornega vozila - kamiona ki ga prevažajo, kam ga prevažajo, kateri enoti TO so namenjena predvidena sredstva ipd. Ta zahteva po popolnem nadzoru transporta orožja je ob njegovi zavrnitvi ukaza za napad na vojašnice po mnenju strokovnjakov OVS in dobrih poznavalcev takratnih razmer odločno vplivala na njegovo premestitev v republiško koordinacijsko skupino.
- Zavrnil je ukaz načelnika RŠTO polkovnika Janeza Slaparja za napad na vojašnice v Ljubljani, ker je bil neprofesionalen in je zahteval streljanje, da se strelja, da se poka kot je dejal, ne da bi povprašal kakšno je stanje v enotah TO, kakšno je stanje v mestu, v enotah JLA, ne da bi se zavedal kaj bi odločna bojna dejstva  pomenila za 300.000 glavo množico civilnih prebivalcev Ljubljane. Najpomembnejše pri vsem tem pa je dejstvo, da bi lahko takšen ukaz dalo le predsedstvo Republike Slovenije kot Vrhovni poveljnik.
- Poskušalo se ga je narediti odgovornega za mnoge velike spodrsljaje nekaterih članov Republiške koordinacijske skupine odgovornih za posamezna področja delovanja obrambe
- Pripadniki TO in nosilci osamosvajanja med sabo jasno in razumljivo vrednotijo  vsakega posameznika in tudi njegov prispevek v Vojni za Slovenijo 1991 in tu je odnos do polkovnika Mihe Butara z njihove strani izražen z  zaupanjem in spoštovanjem.

30. junija 1991 je postavljen na dolžnost pomočnika načelnika RŠTO za domovinsko in moralno vzgojo. Do konca vojne je deloval v republiški koordinacijski skupini. Pripravil je prve načrte delovanja tega sektorja v novih pogojih dela in povezal pomočnike poveljnikov  v pokrajinskih ŠTO s  ciljem delovanja na utrjevanja visoke domovinske zavesti pripadnikov TO,  pripadnosti teritorialni obrambi in domovini.
Kasneje je bil postavljen na dolžnost načelnika prometne službe, da bi v 12. oktobra  1993 na pobudo ministra za obrambo Janeza Janše prevzel dolžnost predsednika Zveze slovenskih častnikov. Na programsko volilni Konferenci je bil izvoljen z 88˛% odstotki glasov prisotnih delegatov iz vse Slovenije. Njegov protikandidat je bil general major Janez Slapar. Ta je dobil 6 % glasov. 6 % glasov je bilo neveljavnih:
Na novi dolžnosti se je spoprijel z zahtevnimi izzivi. Uspelo mu je okrepiti delovanje na območju vse Slovenije in potrojiti članstvo, ki ima sedaj  preko 16.000 članov. Ustvaril je pogoje za dobro in tesno sodelovanje z ministrstvom za obrambo in Slovensko vojsko. Uspelo mu je vzdigniti nivo vojaško strokovnega dela in zagotoviti sistematično podporo s strani Poveljstva SV na podlagi skupnih Letnih načrtov dela. Na dolžnost predsednika je bil izvoljen še trikrat kar je potrdilo zaupanje članstva v njegov način dela in vsebine zaradi katerih je Zveza slovenskih častnikov s strani Ministrstva za obrambo Republike Slovenije že trikrat do sedaj prejela »Status društva, ki deluje v javnem interesu na področju obrambe«. Status se podeljeval za dobo za dobo petih let. V zadnjem primeru je njegova veljavnost daljša in je izdana brez omejitev.
Med pomembnejšimi dejavnostmi, ki jih je vodil in oblikoval je treba omeniti velike projekte vojaško strokovnega usposabljanja, ki potekajo na državni ravni, aktivnosti na območju lokalnih skupnosti ter projekte na področju strelstva ter družabnih in športnih aktivnosti.
Našel je čas za sodelovanje s sorodnimi nevladnimi organizacijami kot so Zveza veteranov vojne za Slovenijo, ZPVD »Sever«, ZZB, Društvo TIGE, Atlantski svet, Društvo generala Maistra, Zveza invalidov vojn, Zvezo MORIS ipd. Je eden izmed desetih ustanoviteljev Zveze veteranov vojne za Slovenijo leta 1993. Bil je član Predsedstva ZVVS v prvem mandatu. Sedaj je predsednik Območnega združenja veteranov vojne za Slovenijo Mesta Ljubljane
V okviru mednarodne dejavnosti ZSČ je bil glavni nosilec in eden izmed ključnih oblikovalcev mednarodnega sodelovanja s sorodnimi organizacijami. Njegova nedvoumna zasluga je, da je Zveza slovenskih častnikov postala članica EUROMIL-a, zveza nacionalnih   vojaških organizacij, CIOR-ja, konfederacije častnikov rezerve držav članic zveze NATO, CIOMR-ja, konfederacije sanitetnega osebja držav članic zveze NATO, »Gamingške iniciative«, srednjeevropskega združenja nacionalnih častniških organizacij in IFMS, svetovne federacije vojaških gornikov. Spodbujal je vključitev v AESOR – evropsko združenje podčastnikov in v veliki meri pripomogel, da je letos ZSČ vključena v njeno polnopravno članstvo. Ob vstopi Slovenije v NATO in ZSČ v CIOR je bil odlikovan z 	zlato medaljo CIOR kot edini častnik SV v državi.
Zveza slovenskih častnikov je zahvaljujoč dobremu in učinkovitemu vodenju s strani g. Miha Butara dosegla zavidljive rezultate. Slovenski predstavniki so v tujini spoštovani kot enakopravni in visoko strokovni del vseh naštetih formacij, tako, da predstavljajo pomemben del te mednarodne vojaško strokovne skupnosti, ki ji je v ospredju skrb za »državljana v uniformi«, uveljavljanje mirovnih procesov in vojaško strokovnih interesov njenih članov.
Dosedanje uspešno delo na mednarodnem področju je pod vodstvom polkovnika Butare doseglo največje uspehe z večletnim sodelovanjem s timom »Vojska-Vojski« oboroženih sil Združenih držav Amerike, ki deluje v Sloveniji pri MORS – GŠSV. Posledica tega je neposredno vojaško strokovno sodelovanje z Nacionalno gardo Kolorada in njihovimi visokimi častniki. Preko petdeset vrhunskih predavanj američanov v občinah po Sloveniji , dvakratni obisk delegacije ZSČ v ZDA pri Nacionalni gardi Colorada pod njegovim vodstvom so zgovorni podatki o uspešnem in kvalitetnem sodelovanju med dvema stranema, med pripadniki dveh vojske držav. Zaradi uspešnega dela je prejel naziv častnega člana Nacionalne garde Kolorada.
Polkovnik Miha Butara se je pri svojem delu močno angažiral na utrjevanju vrednot in pridobitev doseženih pri osamosvajanju in nastanku samostojne, neodvisne in suverene Republike Slovenije pri uveljavljanju povezave med civilno družbo in Slovensko vojsko ter pri izgrajevanju položaja častnikov, podčastnikov, veteranov in vojaškega osebja v slovenski družbi.

## Napredovanja
- Podporočnik
- Poročnik
- Stotnik
- Stotnik I. razreda
- major
- podpolkovnik
- polkovnik

## Vojaška kariera
- Končal šolo častnikov prometne službe - ŠRO(Titograd 1970)
- Poveljnik voda TO rez. sestave (1971)
- Poveljnik čete v 2. bat. 1. brigade TO rez. sestave (1972 – 1973)
- Obveščevalni oficir v 2. bat. 1. brigade TO rez. sestave (1973 – 1979)
- Načelnik za organizacijsko-mobilizacijske zadeve v MŠTO Ljubljana (1979 – 1981 )
- Načelnik obveščevalne službe v MŠTO Ljubljana (1981 – 1986)
- Pomočnik poveljnika MŠTO Ljubljana za domovinsko vzgojo  (1986 – 1990)
- Načelnik MSNZ za mesto Ljubljana in  istočasno namestnik načelnika republiškega štaba MSNZ za Slovenijo (maj 1990 – oktober 1990)
- Poveljnik TO ljubljanske  pokrajine (5. PŠTO) -  (4. oktober 1990 – 30. junij 1991)
- Pomočnik načelnika RŠTO za domovinske zadeve ( 29. junij 1991 – 1.10 1991)
- Načelnik prometne službe RŠTO(1.10.1991 – 12.10.1993)
- Predsednik Zveze slovenskih častnikov (12. oktober 1993 - ?)
- Povišan v polkovnika (18. junij 1993-odredba min. za obrambo)

## Odlikovanja in priznanja
- Medaljo za vojaške zasluge (leta 1986)
- Pismena priznanja komandanta RŠTO RS - 4 x
- Spominski znak Obranili domovino 1991
- Priznanje Rep. sek. za ljudsko obrambo – SLO (28.12.1990, rep.sek.Janez Janša )*
- Medalja Manevrske strukture Narodne zaščite (leta 1992)
- Pištolo s posvetilom predsednika RS Milana Kučana (16.05.1992))
- Pištolo s posvetilom ministra za obrambo Janeza Janše (21.01.1993)
- Zahvalno listino mesta Ljubljane za obrambo v vojni 1991 (26.06.1996)
- Spominski znak 5. obletnica vojne za Slovenijo (1996)
- Častni član Strelskega častniškega društva (1997)
- Spominski znak Poveljniki pokrajinskih štabov TO 1991(23.junij 1998)
- Častni znak Zveze slovenskih častnikov (7.12.1999)
- Zlata plaketa ZZB NOV (1999)
- Plaketa združenega tima »Vojska-vojski« oboroženih sil ZDA (2001)
- Znak manevrske strukture narodne zaščite (2002)
- Plaketa –BEOS – Org. mađarskih častnikov – Mađarska (2003)
- Častni krajan KS Podbočje (2003)
- Častni član združenja nacionalne garde Kolorada (2004)
- Plaketa CIOR-CLA (2003 in 2004)
- Priznanje,  plaketo za podporo državnemu programu »Partnerstva za mir« ZDA (2004)
- Zlato medalja CIOR (23.07.2004)
- Plaketo Zveze slovenskih častnikov (4.06.2005)
- Zlato plaketo slovenske vojske (oktober. 2005)
- Znak član republiške koordinacijske skupine (2005)
- Zlato plaketo Zveze slovenskih častnikov (10.06.2006)
- Srebrni častni znak svobode Republike Slovenije (8.12.2005)
- Red MSNZ II . Stopnje (17.05.2006)
- Velika plaketa ORS – Organizacije rezervnih starešin Makedonije (23.08.2009)
- Spominski znak Štabi TO (2008)
- Medalja 1. Brigade SV I. stopnje ( zlata )(20. marec 2008)
- Spominska plaketa Obm. ZSČ Maribor (14. junij 2008)
- Odlikovanje Gamingške iniciative ( 21. september 2008)
- Plaketa Gamingške iniciative -10. maj 2008 Švica
- »Bevkova nagrada« - Občine Cerkno (1. Oktober 2009)
- spominski znak Republiška koordinacija 1991[2]